# Un chien écrasé
Pour plus de détails, voir Fiche technique et Distribution.
Un chien écrasé est un téléfilm français réalisé par Daniel Duval et diffusé dans le cadre de la série télévisée Série noire le 29 septembre 1984 sur TF1.

## Synopsis
Doublé par les frères Ristoni (Roland Blanche et Jean-Michel Kindt) lors d'un braquage ayant mal tourné, François Trassi (Daniel Duval) a effectué une peine de prison de sept années. À sa sortie, il souhaite la paix mais doit faire face à l’insistance de plusieurs personnes de son entourage qui lui demande de se faire vengeance.

## Fiche technique
- Titre français : Un chien écrasé
- Réalisation : Daniel Duval
- Scénario : Daniel Duval et Robert Pouret d'après le roman éponyme d’André Piljean
- Musique : Eddy Louiss
- Montage : Huguette Ajax
- Pays d'origine : France
- Format : Couleurs
- Genre : Policier
- Date de sortie : 1984

## Distribution
- Daniel Duval : François Tracci
- France Dougnac : Juliette
- Pauline Lafont : Manu
- Roland Blanche : Luigi Ristorni
- Jean-Michel Kindt : Roland Pistorni
- Claude Bouchery : le Tonkin
- Trevor A. Stephens : Kalafa
- Jean-Pierre Malo : Beulaert
- Laurence Plagnard : Cécile
- Azeddine Bouayad : Brahim
- Eddy Louiss : le Marseillais
- Alain Claessens : Stani
- Michel Bertay : Fondary
- Max Morel : le Maton
- Patrick Chauvel : Rico le Sarde
- Bernard Atlan
- Mohamed Ben Smail
- Sully Cally
- Alex Emier
- Medin Haddaoui
- Tony Joudrier
- Michel Jurilli
- Roger Lemus
- Tony Librizzi
- Patrick Paillol
- Philippe Paimblanc
- Christine Pignet
- Mathieu Rivolier
- Edy Silvain
- Mostéfa Stiti
- Serge Vincent

## Autour du téléfilm
- Dans ce téléfilm, Daniel Duval cumule les postes de réalisateur et d’acteur. Il récidive pour un autre épisode de la série, Lorfou, en 1987. En 1991, il apparaît comme acteur dans un troisième épisode, Une gare en or massif, sous la direction de Caroline Huppert.
- L’acteur Roland Blanche retrouve Daniel Duval dans l’épisode Lorfou.
- L’acteur Jean-Pierre Malo apparaît dans deux autres épisodes de la série, Piège à flics en 1986 et 1996 en 1987.

## Source
- Claude Mesplède  et Jean-Jacques Schleret (Éd. rév. de: SN, voyage au bout de la Noire), Les auteurs de la Série noire, 1945-1995, Nantes, Joseph K, coll. « Temps noir », 1996, 627 p. (ISBN 978-2-910-68611-6, OCLC 300207570), p. 523.